# Peirce (cráter)

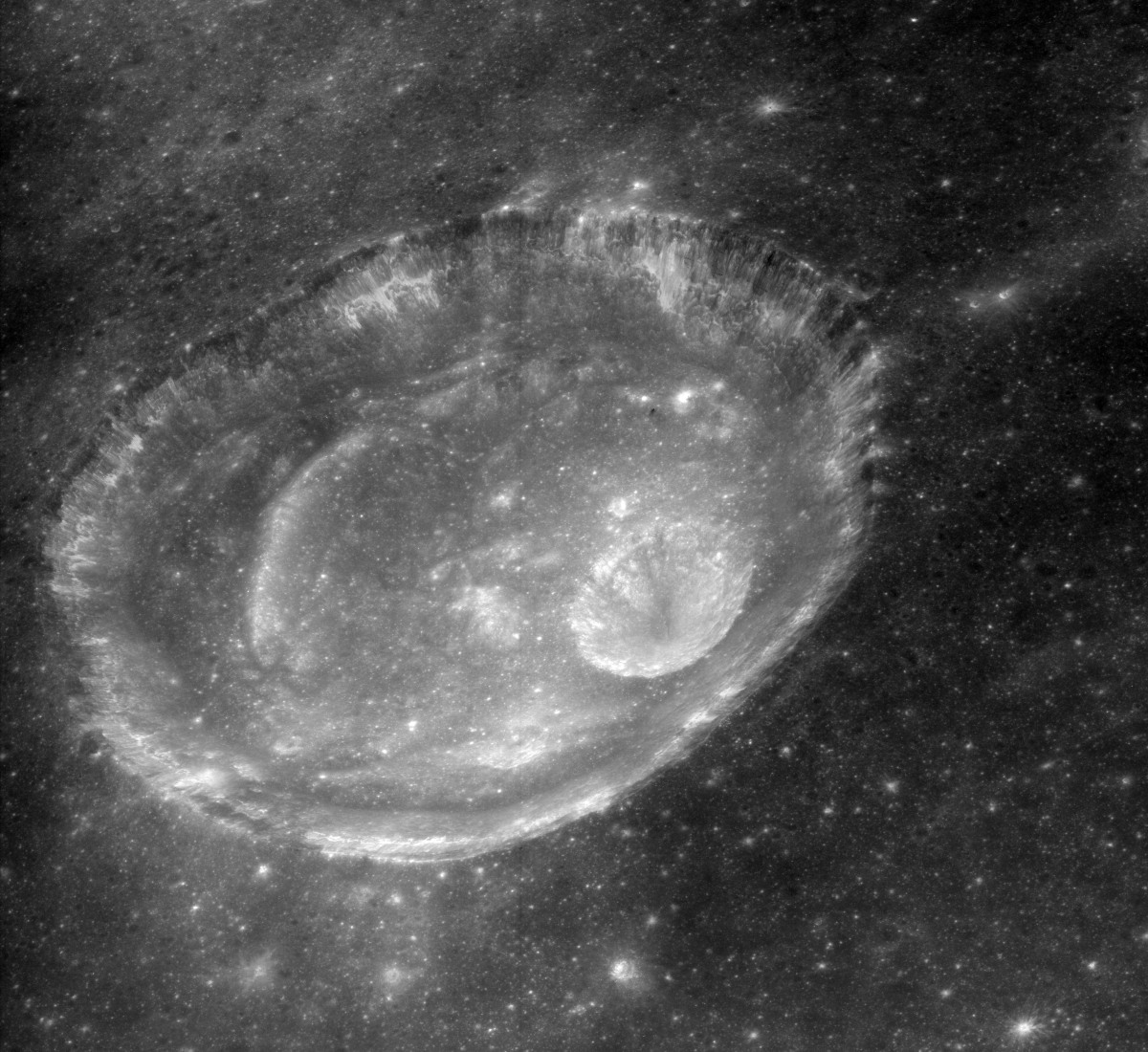
Vista oblicua desde el Apolo 17, mirando al norte

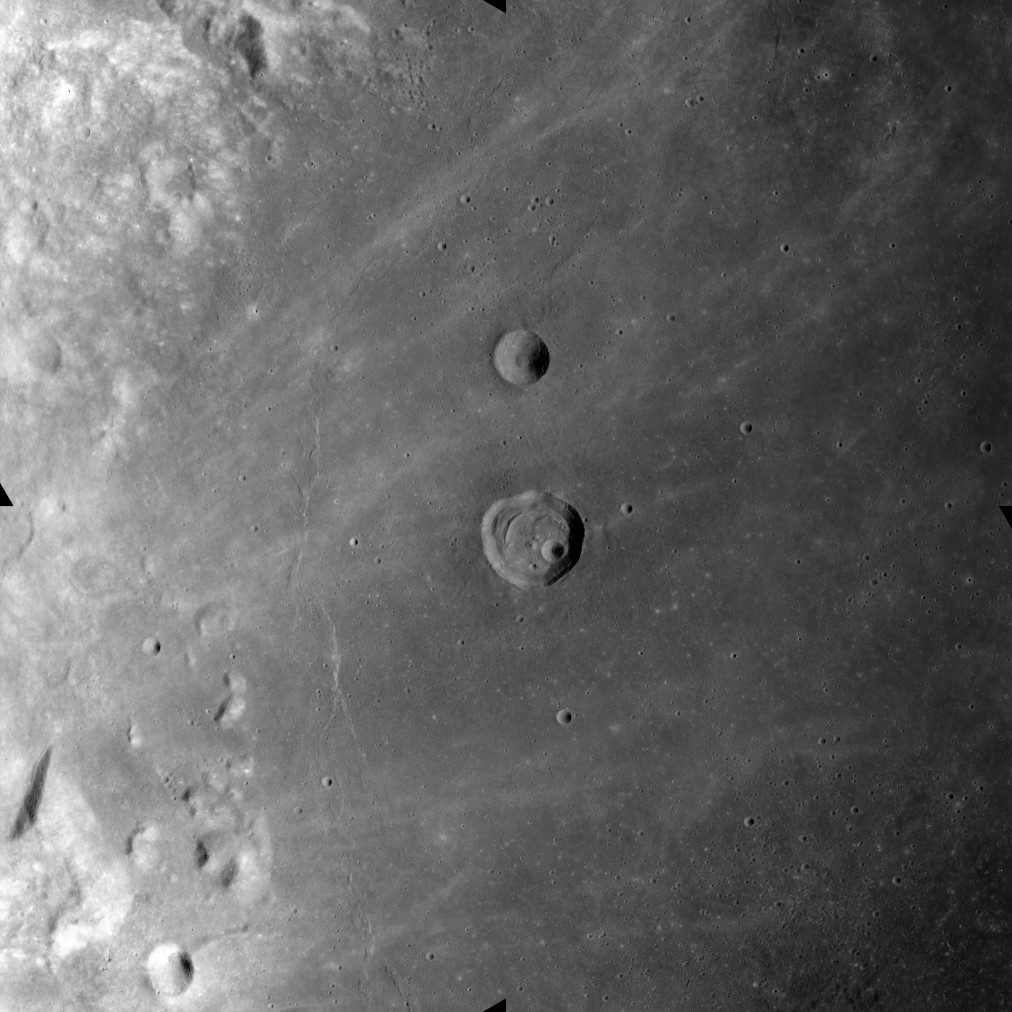
Peirce (centro) y Swift (arriba), desde el Apolo 17. Las marcas radiales de la izquierda pertenecen a Proclus. Foto NASA.

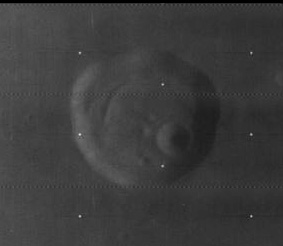
Fotografía de la misión Lunar Orbiter 4

Peirce es un pequeño cráter de impacto lunar, nombrado en honor del matemático Benjamin Peirce, localizado en la parte occidental del Mare Crisium, un mar lunar oscuro y circular que se encuentra en la parte este-noreste de la cara visible de la Luna. Peirce se halla al norte de los cráteres Yerkes y Picard, y al sureste de Macrobius, este último situado fuera del mare. Justo a un diámetro del cráter al norte de Peirce aparece Swift, más pequeño.
|  |

El borde de Peirce es aproximadamente circular, con una ligera protuberancia hacia fuera en el sector noroeste del brocal. Muestra desprendimientos de rocas en los lados de esta sección, produciendo una pared interior más ancha. En general posee forma de cuenco, y está marcado solo por un pequeño cráter en el borde interior suroriental. El interior está marcado por varios surcos, crestas y por una colina baja de aspecto cónico situada cerca del punto medio.

## Cráteres satélite
Por convención estos elementos son identificados en los mapas lunares poniendo la letra en el lado del punto medio del cráter que está más cercano a Peirce.
|        | \| Peirce \| Coordenadas \| Diámetro \| \| ------ \| ---------------------------- \| -------- \| \| C \| 18°48′N 49°54′E / 18.8, 49.9 \| 19 km \| |          |
| Peirce | Coordenadas | Diámetro |
| C      | 18°48′N 49°54′E / 18.8, 49.9 | 19 km    |

Los siguientes cráteres han sido renombrados por la UAI:
- Peirce B - Véase Swift (crater).